# Pseudacteon cultellatus
Pseudacteon cultellatus är en tvåvingeart som beskrevs av Borgmeier 1925. Pseudacteon cultellatus ingår i släktet Pseudacteon och familjen puckelflugor. Inga underarter finns listade i Catalogue of Life.